# Shutesbury
Shutesbury es un pueblo ubicado en el condado de Franklin en el estado estadounidense de Massachusetts. En el Censo de 2010 tenía una población de 1.771 habitantes y una densidad poblacional de 25,21 personas por km².

## Geografía
Shutesbury se encuentra ubicado en las coordenadas 42°27′25″N 72°25′2″O / 42.45694, -72.41722. Según la Oficina del Censo de los Estados Unidos, Shutesbury tiene una superficie total de 70.24 km², de la cual 68.68 km² corresponden a tierra firme y (2.22%) 1.56 km² es agua.

## Demografía
Según el censo de 2010, había 1.771 personas residiendo en Shutesbury. La densidad de población era de 25,21 hab./km². De los 1.771 habitantes, Shutesbury estaba compuesto por el 92.26% blancos, el 2.09% eran afroamericanos, el 0.56% eran amerindios, el 1.07% eran asiáticos, el 0% eran isleños del Pacífico, el 0.45% eran de otras razas y el 3.56% pertenecían a dos o más razas. Del total de la población el 3.11% eran hispanos o latinos de cualquier raza.